# Río Pilmaiquén
Río Pilmaiquén är ett vattendrag i Chile.   Det ligger i regionen Región de Los Ríos, i den södra delen av landet, 700 km söder om huvudstaden Santiago de Chile.
I omgivningen kring Río Pilmaiquén växer i huvudsak blandskog och området är  glesbefolkat, med 13 invånare per kvadratkilometer.